# Pavilon pro africké kopytníky
Pavilon pro africké kopytníky v Plzeňské zoologické zahradě je jedním z pavilonů zoologické zahrady. Časově předbíhá další dvě budovy, které s ním nyní tvoří komplex a byly dotovány z EU, jde o pavilon žiraf a pavilon nosorožců (otevřené 2010) Pavilon vyhrál cenu Stavba roku Plzeňského kraje 2007 v kategorii Sportovní a volnočasové aktivity. Do pavilonu není přístup návštěvníků, ale vidí do 7 boxů skleněnými průhledy a do dvou venkovních volier. Není vidět do dalších vnitřních boxů (např. zebry). Pavilon byl otevřen v září 2007 za účasti dvou dcer Josefa Vágnera.

## Zvířata v pavilonu
- Páv korunkatý
- Bažant zeravšanský
- Bažant korejský
- Marabu africký (v zimě)
- Zoborožec kaferský
- Jeřáb královský (v zimě)
- Nyala nížinná
- Buvolec běločelý
- Kudu velký
- Bahnivec horský
- Zebra Chapmannova
- Pštros dvouprstý
- Seriema rudozobá (v létě)
- Sup kapucín (v zimě)
- Voduška červená (lečve)